# Mistrzostwa Rumunii w piłce nożnej (1924/1925)
Mistrzostwa Rumunii 1924/1925 – 13. sezon najwyższej klasy rozgrywkowej w Rumunii. Tytuł obroniła drużyna Chinezul Timișoara, pokonując w finale zespół UCAS Petroșani. Mistrzostwa były rozgrywane systemem pucharowym.

## Uczestniczące zespoły
| Region      | Klub                   |
| ----------- | ---------------------- |
| Arad        | UCAS Petroșani         |
| Braszów     | Brașovia Braszów       |
| Bukareszt   | Venus Bukareszt        |
| Czerniowce  | Jahn Czerniowce        |
| Kiszyniów   | Fulgerul CFR Kiszyniów |
| Kluż-Napoka | Universitatea Kluż     |
| Craiova     | Oltul Slatina          |
| Oradea      | CAO Oradea             |
| Sibiu       | Șoimii Sibiu           |
| Timișoara   | Chinezul Timișoara     |

## Wyniki rundy finałowej
| Gospodarz       | – | Gość                   | Wynik     |
| --------------- | - | ---------------------- | --------- |
| Jahn Czerniowce | – | Șoimii Sibiu           | [ 1 ]     |
| Oltul Slatina   | – | Fulgerul CFR Kiszyniów | 0:2 (0:1) |

### Ćwierćfinały
| Gospodarz          | – | Gość               | Wynik     |
| ------------------ | - | ------------------ | --------- |
| Venus Bukareszt    | – | Chinezul Timișoara | 0:3 (0:2) |
| Universitatea Cluj | – | UCAS Petroșani     | 0:2 (0:1) |
| Jahn Czerniowce    | – | Oltul Slatina      | 4:0 (1:0) |
| Brașovia Braszów   | – | CAO Oradea         | 2:1 (2:1) |

### Półfinały
| Gospodarz          | – | Gość            | Wynik     |
| ------------------ | - | --------------- | --------- |
| Chinezul Timișoara | – | Brașovia Brașov | 3:0 (2:0) |
| UCAS Petroșani     | – | Jahn Czerniowce | 3:1 (2:0) |

### Finał
| Klub 1             | – | Klub 2         | Wynik     |
| ------------------ | - | -------------- | --------- |
| Chinezul Timișoara | – | UCAS Petroșani | 5:1 (2:0) |